# 盧班

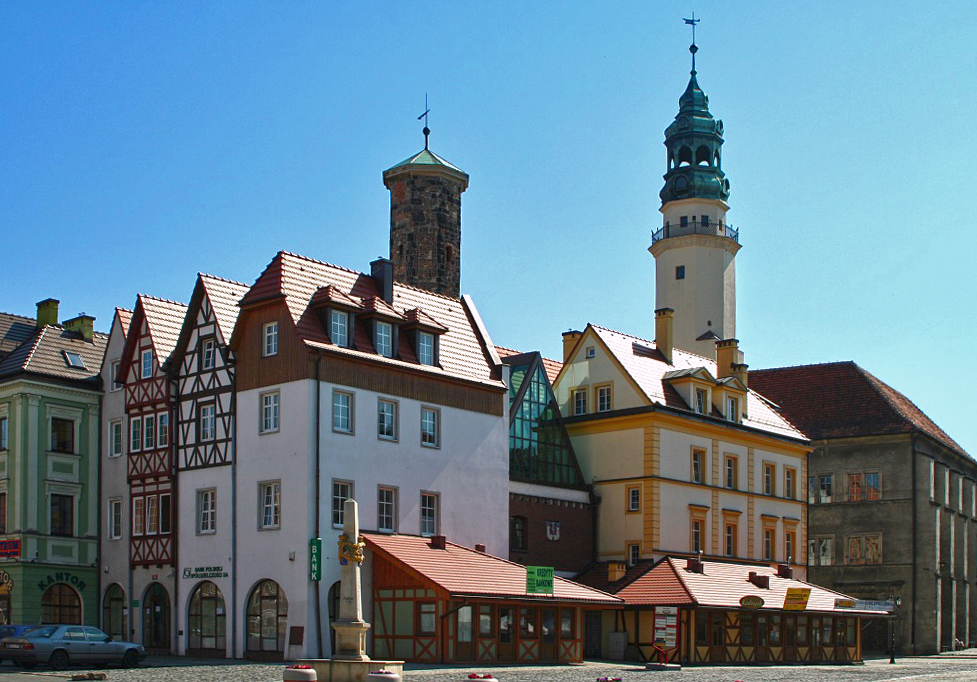

盧班（波蘭語：Lubań，波蘭語發音：[ˈlubaɲ]，劳班）是波蘭下西里西亞省的城鎮，位於該國西部，距離耶萊尼亞古拉45公里，面積16.12平方公里，海拔高度212米，鎮上的信義宗教堂建於十四世紀，2006年人口22,137。

## 外部連結
- Official town website （页面存档备份，存于）
- Jewish Community in Lubań on Virtual Shtetl
- Map via mapa.szukacz.pl （页面存档备份，存于）

51°07′N 15°18′E / 51.117°N 15.300°E
1. ↑  . stat.gov.pl. Statistics Poland. 2019-10-15  [2020-02-14]. （原始内容存档于2021-07-15）.